# Chapelle Notre-Dame de Châteaulin
Pour les articles homonymes, voir Chapelle Notre-Dame et Notre-Dame.
La Chapelle Notre-Dame est une chapelle dominant l'Aulne  à Châteaulin  dans le centre Finistère. Elle est située au sein d'un enclos paroissial.
Construite à flanc de coteau sur la face nord ouest d’une butte qui fut dès le Xe siècle un point fortifié (au XIe siècle, le cartulaire de l'abbaye bénédictine de Landévennec désigne cet endroit sous le nom de "Montagne de Nin près des rives du fleuve nommé Hamn") la chapelle Notre-Dame domine de 35 m le cours de l'Aulne canalisé. Elle remonte dans ses parties les plus anciennes au début du XIIIe siècle.
C’était à l’époque l’église paroissiale d’un petit village établi sur une butte voisine dont il subsiste le lieu-dit « Le Vieux-Bourg ». La structure de la chapelle va évoluer au cours des 5 siècles suivants selon les différents styles du moment. Mais malgré tous ces changements, il se dégage une certaine unité qui fait de cette église un petit chef-d’œuvre de l’architecture bretonne.
L'église, l'arc de triomphe, la croix et l'ossuaire (cad. AO 176) sont classés monuments historiques par arrêté du 21 décembre 1914

## L’extérieur de la chapelle

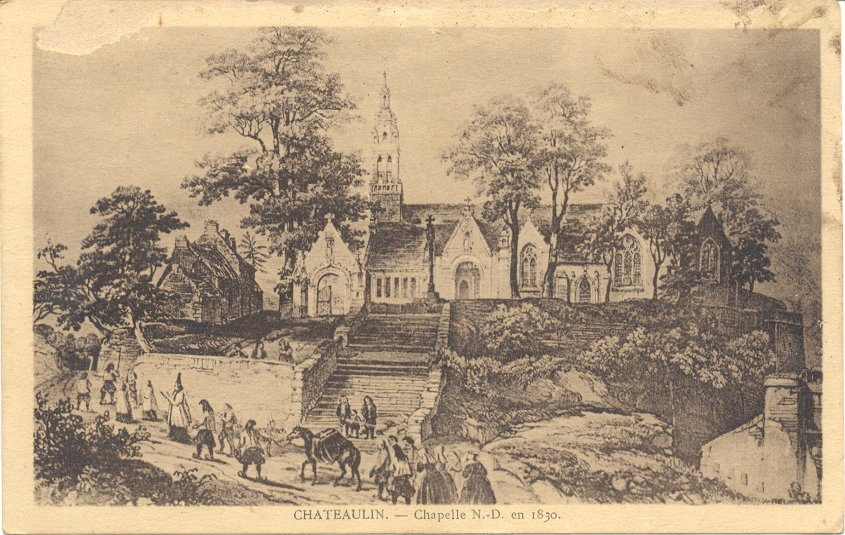
Chapelle Notre-Dame en 1830.

Etant situé dans un enclos paroissial, on accède à la chapelle par un arc de triomphe établit dans la seconde moitié du XVe siècle. C’est l’entrée dans le domaine des morts. Un escalier plus large voisinait jadis celui qui subsiste. On découvre un petit placître qui domine le superbe paysage bien dégagé sur la vallée de l’Aulne et les collines qui enchâssent le bassin de Châteaulin.

### L’ossuaire
Attaché à la chapelle en 1575, il fut construit dans le style Louis XII en vogue à l’époque. Il servit à entreposer les ossements retirés du sous-sol de l’église et  du cimetière. Des gravures du XIXe siècle nous montrent de nombreux ossements disposés entre les colonnes.

### Le porche
Il date des travaux entrepris en 1722 comme l’indique la belle inscription gravée sur le pignon sud : 
« CE : TEMPLE : QUASI : RUINE E RED LESV I JAMET F LAN 1722. »
Il reprend les éléments anciens qui ouvrent sur l’enclos et sur la nef qui datent de 1574. Au-dessus d’un entablement classique s’élèvent des lanternons caractéristiques de la Renaissance Bretonne.

### Le calvaire
Taillé dans la pierre noire de Kersanton, le calvaire une œuvre curieuse et rare. Sur la face ouest, le Christ en croix est entouré de saint Jean et de la Vierge. De part et d’autre, les deux larrons en croix complètent la scène.
La face exposée à l’est est plus étonnante. La scène représentée est le jugement dernier. Le Dieu du jugement lève les bras dans un signe d’apaisement. Il est assis sur un arc-en-ciel qui sort d’un nuage ; ses pieds reposent sur une boule qui représente le Monde. À sa gauche, la vierge implore. À sa droite un ange sonne la trompette du jugement au son de laquelle les morts ressuscitent. Ils sont symbolisés par trois petits personnages nus qui sortent de la terre. Deux hommes au centre, une femme à droite. 
La banderole qui surmonte le tout porte une inscription qui à ce jour n'est pas totalement déchiffrée : « GARDE... QU'IL FERA SELO(N) SES... JUGERA"  (Selon YP Castel, à rapprocher au texte de la banderole du calvaire d'Argol : « Garde qu'il fera, le roy estant jugera », que l'on peut traduire en français moderne : « Prends garde à ce qu'il fera, celui qui est le roi te jugera » ; un rappel aux fidèles catholiques bretons que leur véritable roi n'est pas Henri de Navarre, suspect à leurs yeux, mais le Christ qui les jugera). Le calvaire serait donc contemporain à Henri de Navarre qui abjura le catholicisme en 1576.

### Le clocher
Les finances de la fabrique de Notre-Dame étaient assez saines en 1753 pour permettre la réfection du clocher et son rehaussement. L’inscription sur le côté sud de la tour rappelle les noms du recteur et du fabrique : 
« MRE JEAN LE CARRER : ME ALAIN SANQUER : FAB : LAN 1753. »
La chambre des cloches est surmontée d’un premier dôme octogonal accosté de deux clochetons, lequel est surmonté lui-même par un lanternon assez élancé.

## L’intérieur de la chapelle
Trois campagnes de travaux vont donner à la chapelle l’aspect que nous lui connaissons aujourd’hui.
Il n’existe aucune trace d’un édifice qui devait peut-être exister dès le XIe siècle. De la chapelle primitive du début du XIVe siècle, il subsiste des colonnades dans le style que l’on retrouve à Languidou en Plovan, et peut-être aussi cette étrange figure sur un pilier sud.
En 1691, une autre campagne remplace le chevet plat primitif par un chevet polygonal. Une sacristie sera ajoutée puis supprimée par la suite lors de la troisième campagne en 1722 qui s’attachera surtout aux travaux extérieurs.
Une restauration complète de l’ensemble de la chapelle a été effectuée dans les années 1990.

### Les retables
Les retables  furent comme dans bien des cas commandés par des confréries très en vogue aux XVIIe et XVIIIe siècles qui se plaisaient à embellir les autels de leurs saints patrons.
Le maître-autel est de la seconde moitié du XVIIe siècle. Entre les deux colonnes torses une peinture sur toile représente l’annonciation. L’autel du nord était dédié à saint Joseph. Il fut commandé à Louis Lanchou de Châteaulin en 1765. Il a été remplacé par un retable provenant de l'ancienne chapelle de la poudrerie de Pont de Buis, dédié à Sainte Barbe (patronne des poudriers).
Le retable sud rassemble plusieurs éléments de provenances différentes. Il est dédié à Notre-Dame du Rosaire. Un tableau du peintre Le Valentin de très bonne facture fut acheté à l’église de Kergoat en Quéménéven qui souhaitait s’en débarrasser. Un bas-relief représente Notre-Dame des Douleurs aux sept glaives. Dans le haut d’un tableau représentant un malade couché assisté de la Vierge. C’est un hommage à Notre-Dame de la Bonne Mort.

### La tombe de Jothane de Trésiguidy
Sur le côté droit du chœur une pierre tombale en granit porte l’inscription « CI GIT JOTHANE DE TREZIGUIDY VICONTESSE DU FAOU ».
Jothane de Trésiguidy appartenait à une très vieille et noble famille bretonne dont un membre, Maurice de Trésiguidy participa courageusement au fameux combat des Trente qui vit s’affronter en 1351 trente chevaliers du parti de Blois (français) contre trente chevaliers du parti Monfort (anglo-bretons) dans la terrible guerre de succession de Bretagne. Née sur les terres de Trésiguidy entre Châteaulin et Pleyben, elle fut mariée à Morvan, vicomte du Faou, autre puissante famille de Basse-Bretagne. Elle mourut en 1324 et fut enterrée en la chapelle de Notre-Dame. La tombe fut découverte lors de travaux de réfection en 1860.

### Le tableau de saints Crépin et Crépinien
Ce tableau restauré en 1998, est l'œuvre de Jean Le Moign de Saint-Renan. Commandé par la confrérie des cordonniers et tanneurs de cuir de Châteaulin en 1664, il retrace le martyre de saint Crépin et saint Crépinien sur huit cartouches. Les deux saints sont représentés dans leur atelier où sont également peints les chausses de l’époque. Le donateur et sa femme sont sans doute les personnages situés dans le bas à droite.

### Galerie

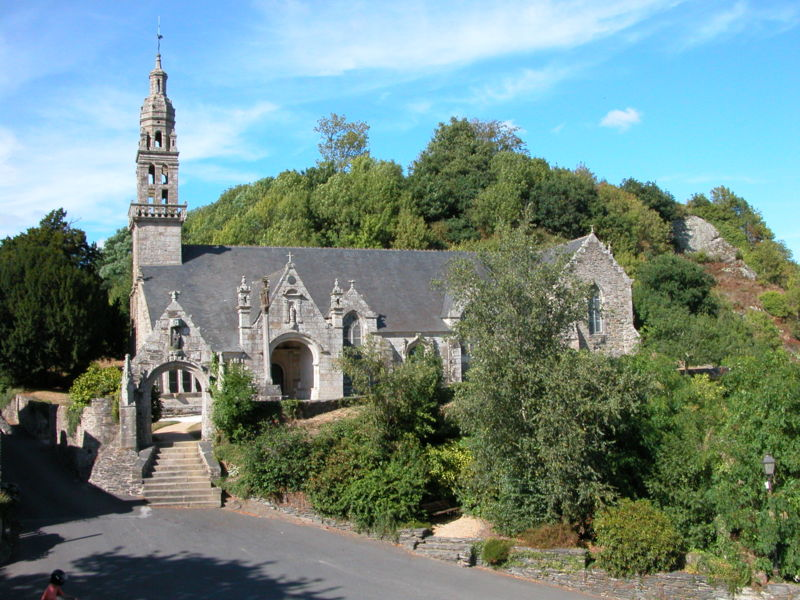
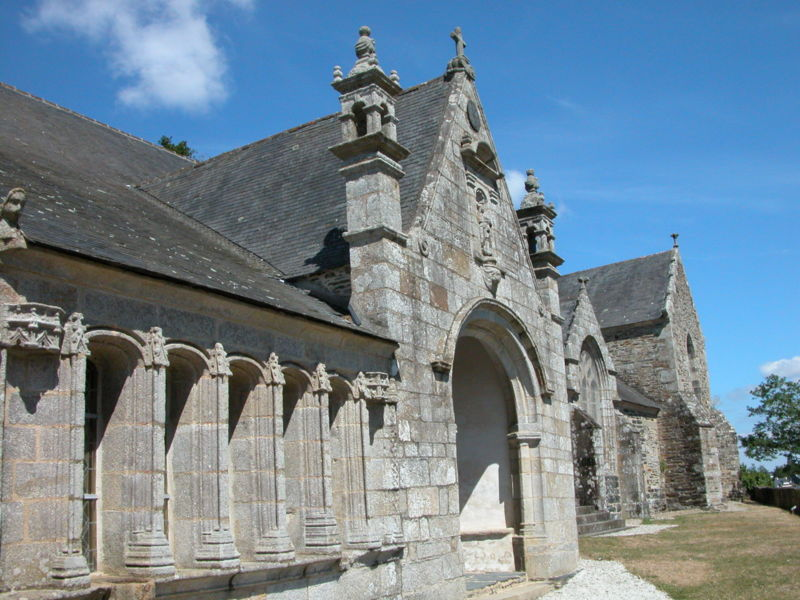
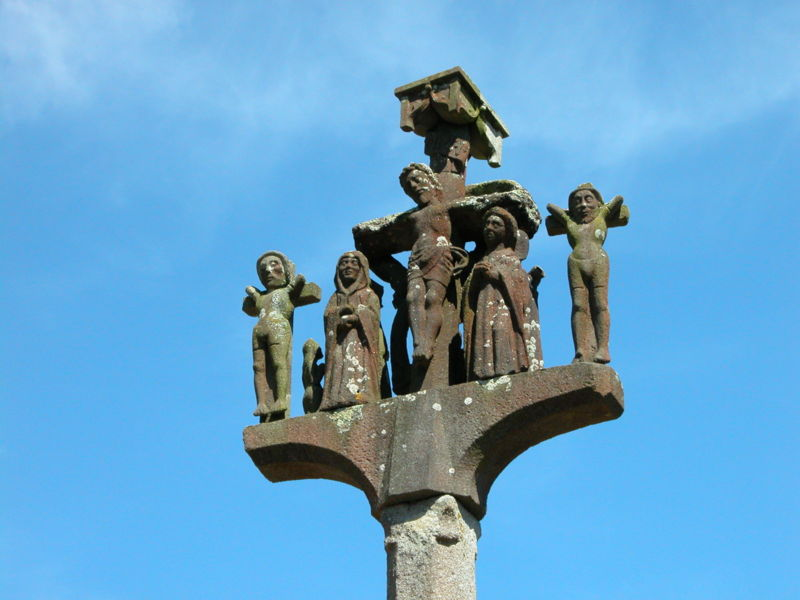
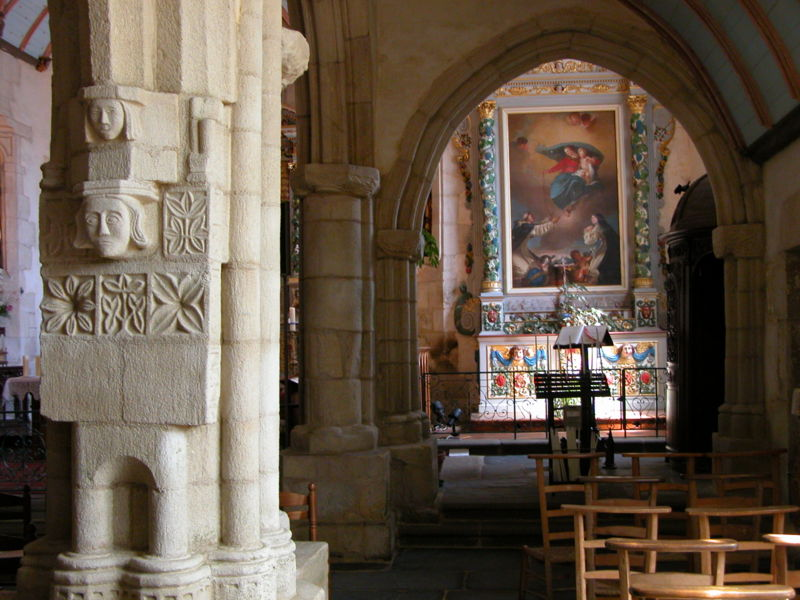
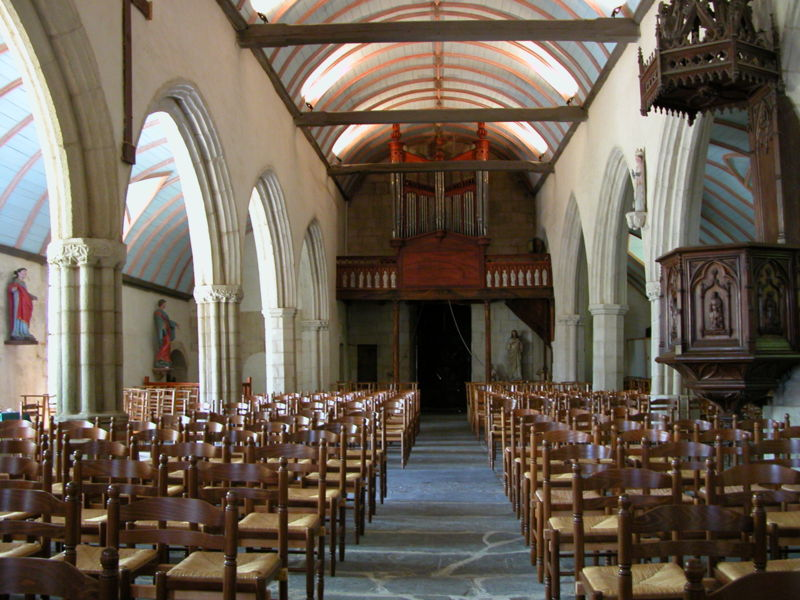
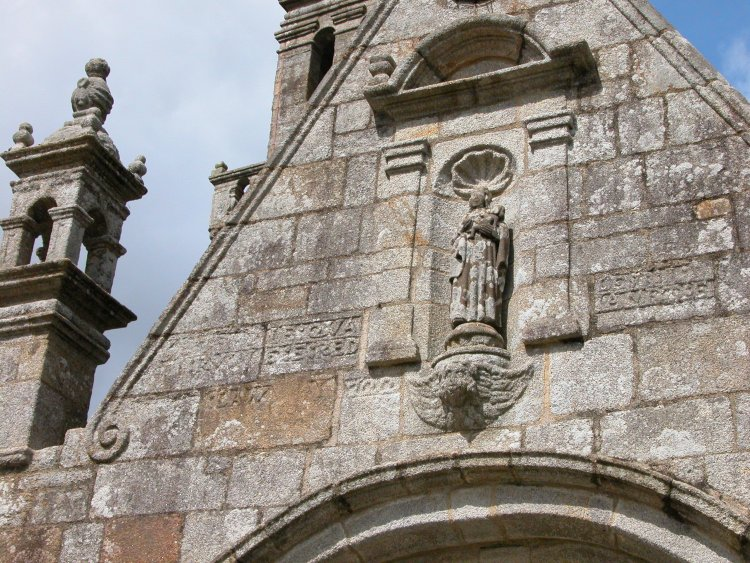
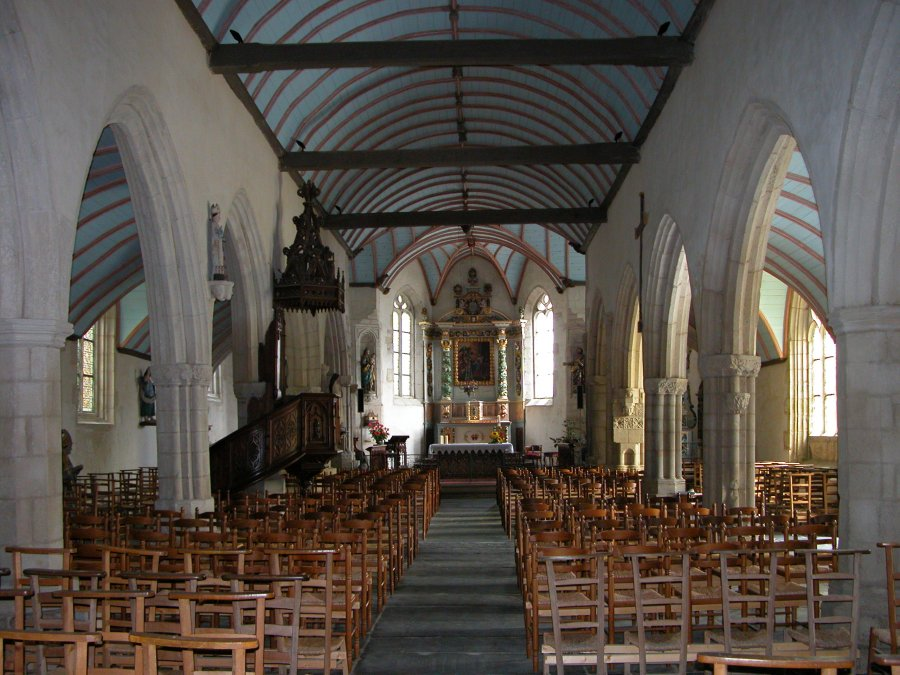
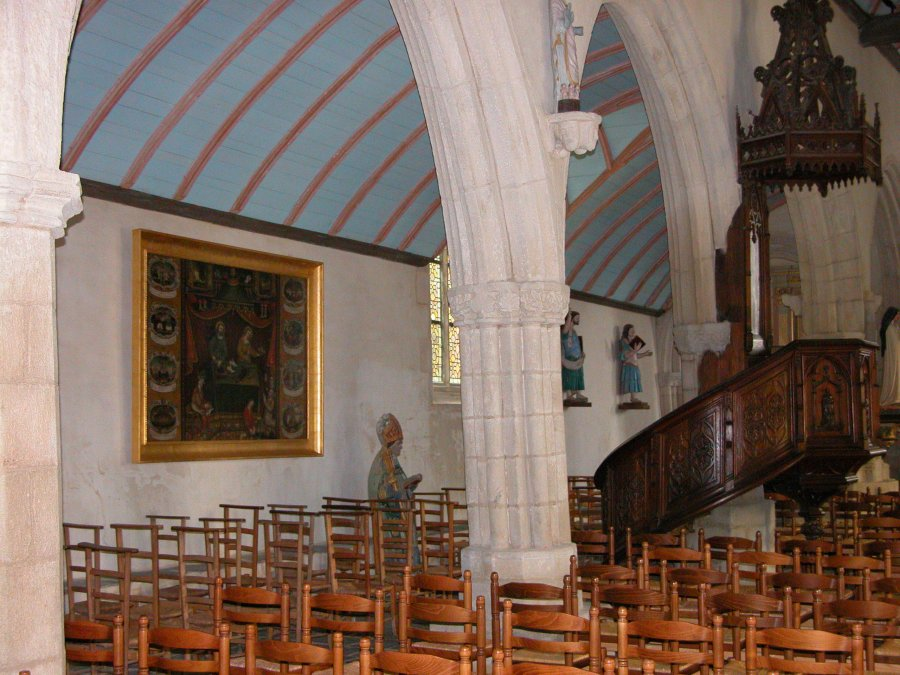
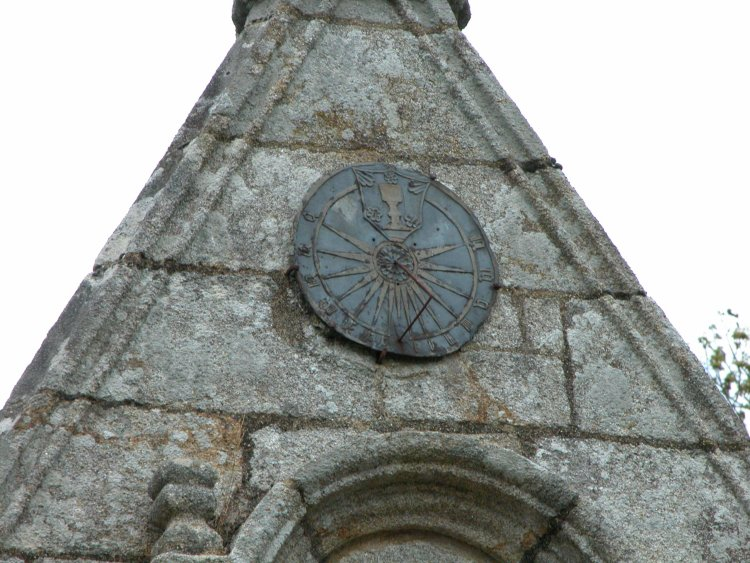
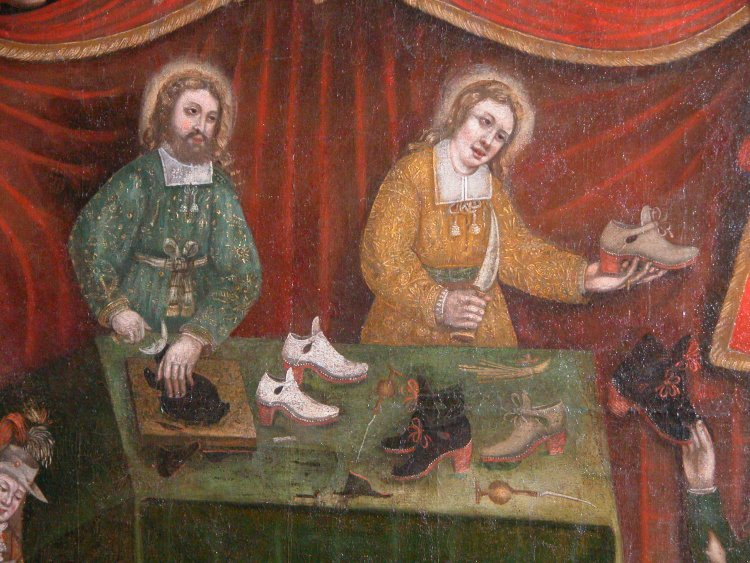
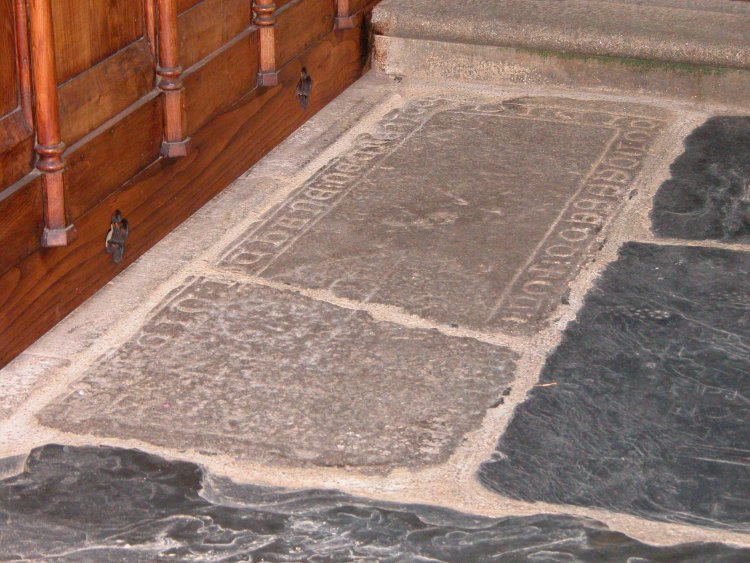